# Forja

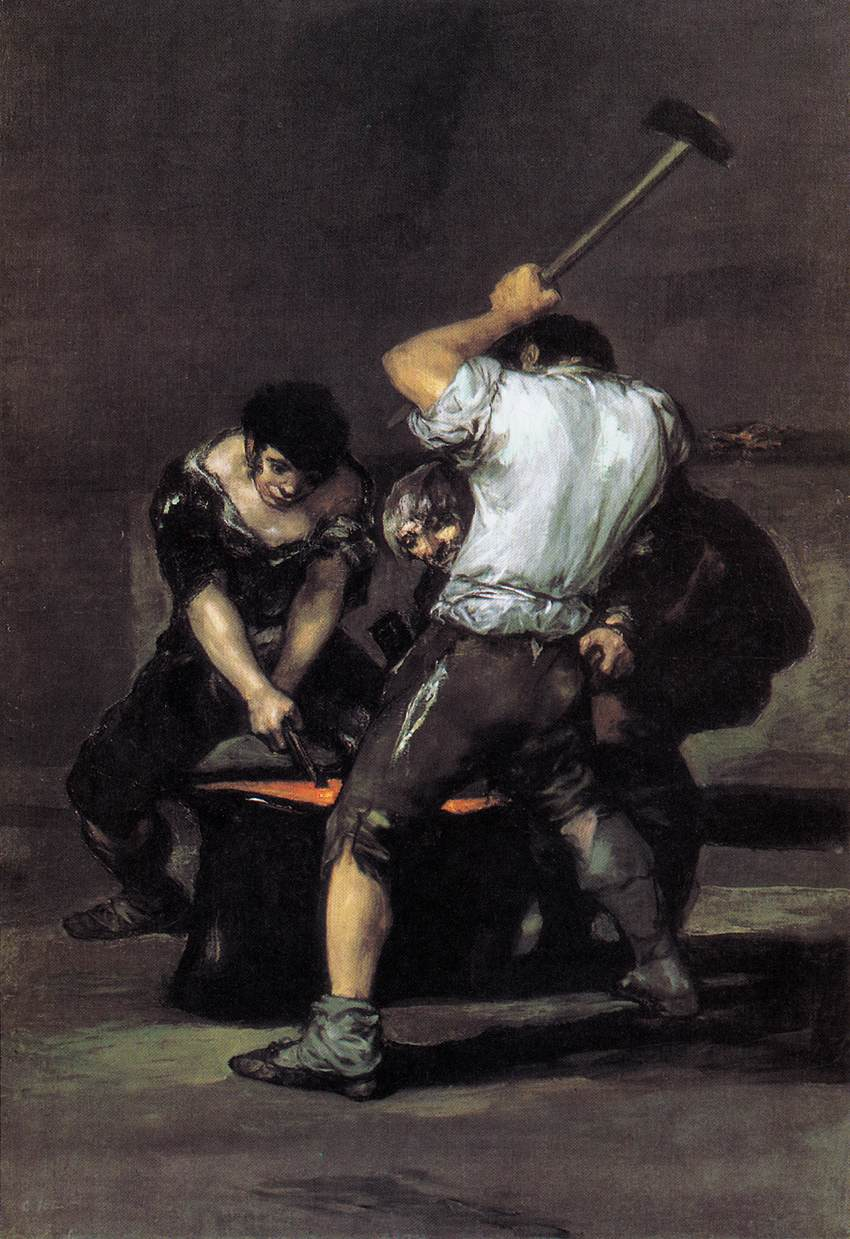
"A forja", de Francisco de Goya.

Forja pode se referir ao forno utilizado para aquecer os metais a serem trabalhados por um ferreiro, ao conjunto de instrumentos utilizados pelo ferreiro, à oficina em que metais são forjados por um ferreiro,  ou mesmo ao conjunto de operações de transformação de minério de ferro em ferro metálico, sem passar pelo estado líquido, que envolviam a etapa química de redução do óxido de ferro pelo monóxido de carbono e a etapa física de martelamento para eliminar as escórias que ficavam no interior do ferro.
O processo de forjamento por meio da forja ainda se parece com aquele consagrado na Idade Média, segundo o qual o metal deve ser aquecido e martelado sobre uma bigorna.
O processo de redução do minério de ferro, tanto na forma direta ou indireta, emprega fornos que podem ser chamados de forjas. Entretanto, o termo forja está mais associado ao processo de redução direta, cuja etapa de refino é realizada unicamente por forjamento.

## Etimologia
O termo forja vem do francês antigo forge, forma derivada de faverge, que remete ao lugar onde se trabalha o metal. Por sua vez, o termo faverge provém do latim fabrica, que tanto pode se referir a “oficina”, quanto a “ofício” ou “arte”.

## Combustíveis

### Lenha
Até à Idade Média era comum que ferreiros europeus trabalhassem em fornos alimentados por lenha, os quais, porém, não atingiam as mesmas temperaturas que aqueles alimentados por carvão, combustível mais caro à época.

### Carvão

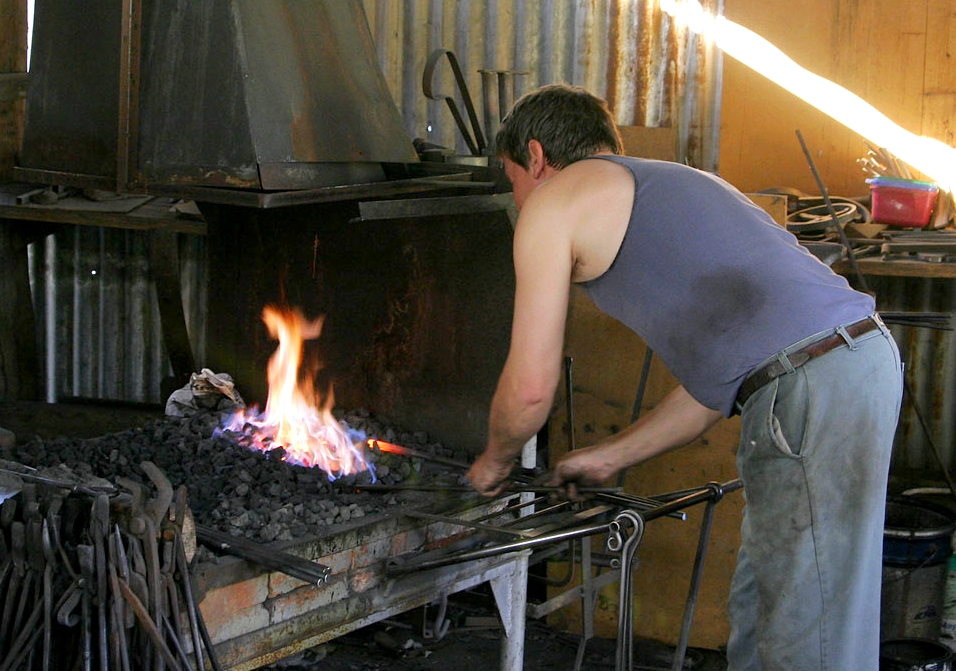
Forja à carvão.

A forja a carvão é o forno tradicionalmente associado ao trabalho com metais. Sua estrutura é normalmente construída em ferro fundido ou material refratário e inclui um algaraviz por onde passa o ar soprado por um insuflador, como um fole ou um ventilador. Contudo, no passado, não era raro que forjas a carvão fossem construídas com pedras comuns ligadas por barro, ante a indisponibilidade de material refratário adequado.
As temperaturas atingidas pelo emprego de carvão permitiram que metais com alto ponto de fusão fossem deformados, o que levou as forjas a utilizar este combustível em substituição à lenha. Todavia, o tipo de carvão utilizado nas forjas foi alterado com o tempo, por força de crises no abastecimento de determinado tipo e o constante desenvolvimento de novos processos de forjamento e fundição de metais.
O carvão vegetal foi o primeiro substituto da lenha, mas não atingia temperaturas suficientemente altas para a fundição do minério de ferro, o que motivava a existência de etapas intermediárias na produção de ferro e aço. Estas desvantagens, contudo, não impediram o carvão vegetal de ser amplamente utilizado ao ponto de se tornar absurdamente escasso.
Diante da referida escassez, o carvão mineral passou a ser empregado no lugar do carvão vegetal. Entretanto, a concentração de enxofre neste combustível se provou inconveniente, pois contribuição para a fragilização dos produtos metalúrgicos confeccionados com sua combustão. Esse problema somente veio a ser superado com a introdução do processo de coqueificação do carvão mineral, que permitiu a produção do combustível mais utilizado em forjas até hoje, o coque.

### Gás
As forjas à gás são aquelas que empregam gás natural, propano ou gás liquefeito de petróleo[carece de fontes?] para criar a chama que aquecerá o metal a ser forjado e normalmente são construídas a partir de um tambor cilíndrico de metal revestido de material refratário, um queimador e um botijão contendo o combustível. Em alguns casos, o botijão é substituído por um ponto de gás encanado a fim de evitar que a temperatura do cilindro diminua devido à insuficiência de gás.
O emprego de gases como combustíveis na forja é indicado a forjadores principiantes pela facilidade que propicia no controle do calor, pela portabilidade do equipamento e porque dispensam o uso de foles ou ventilador, o que permite seu uso em oficinas pequenas. Algumas forjas à gás apresentam uma porta em cada extremidade, facilitando o forjamento de peças mais longas.
As principais desvantagens deste tipo de forja são o custo do combustível e a dificuldade em aquecer partes específicas do material a ser trabalhado. Esta última característica, porém, pode ser contornada com o uso de chamas de oxiacetileno e oxigênio-propano. 

### A frio
Em verdade, a “forja a frio” não corresponde a um tipo de combustível para forja, mas a uma técnica de forjamento que emprega pressão mecânica calculada para dar forma a ligas leves de metal abaixo de sua temperatura de cristalização (que pode variar da temperatura ambiente – dispensando combustíveis – até centenas de graus celsius). Neste tipo de forja é comum a utilização do método da impressão de matriz de forjamento, no qual o metal é fechado em um molde ligado a uma bigorna sobre a qual é vigorosamente lançado um martelo.
As peças forjadas a frio não necessitam de trabalhos de acabamento, e por isso são mais baratas que aquelas forjadas sob calor intenso, além de mais resistentes, porque não submete o material a estresse térmico e não altera a estrutura do material em grão. Contudo, antes de serem forjadas a frio, peças feitas de prata, ouro, cobre e latão necessitarão de recozimento.

## Tipos de Forja

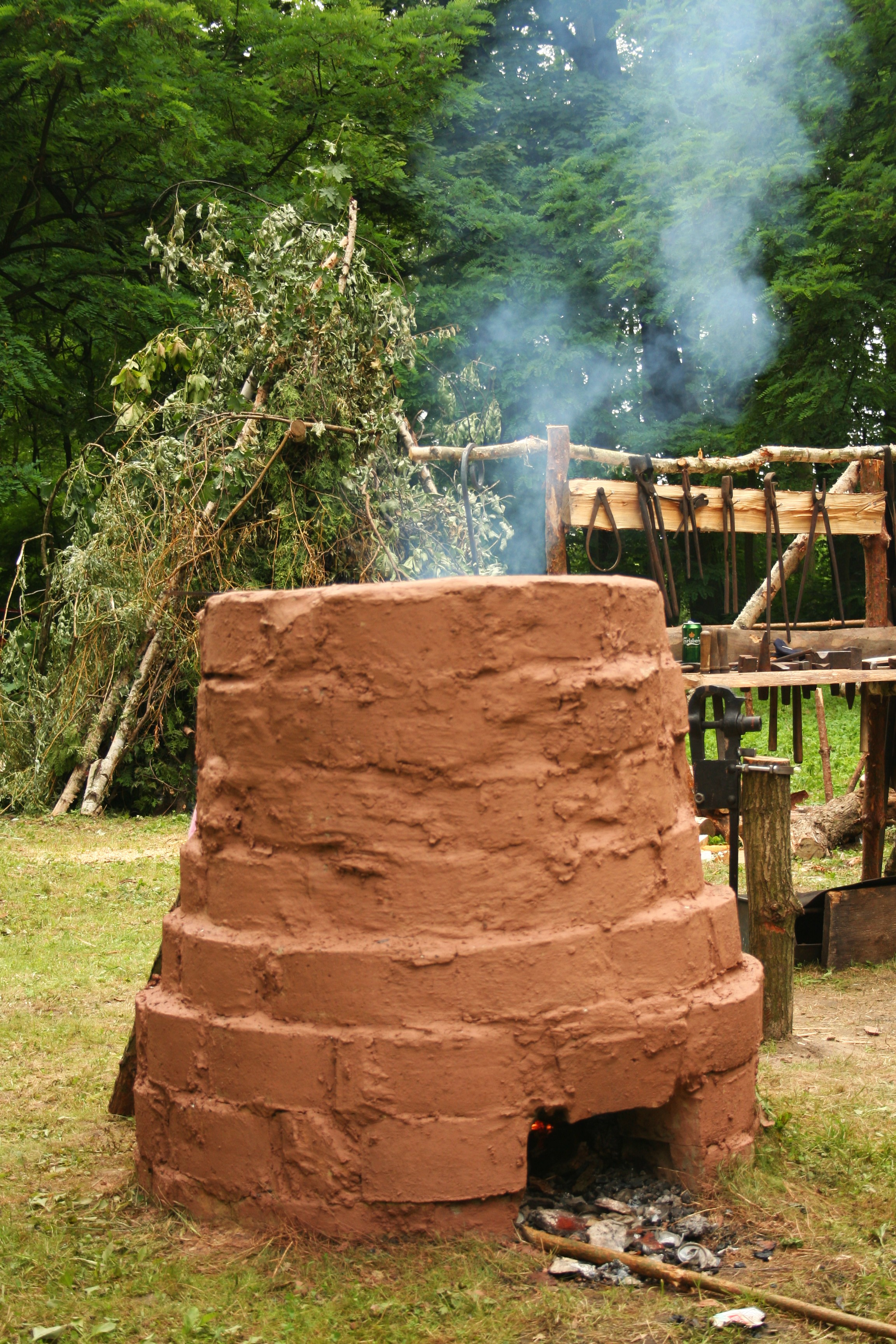
Forno de Lupa.

### Forno de Lupa
O forno de lupa é o mais antigo modelo de forja utilizado na redução direta do minério de ferro. Esses fornos eram construídos em pedra ou barro sobre um buraco retangular, circular ou semi-circular cavado na terra, com algaravizes laterais feitos de argila, para entrada do ar pela força do vento, abano ou insuflador, no qual eram depositados minério de ferro e carvão vegetal.
Ao longo do tempo, autores atribuíram denominações diversas a este tipo de forja: "fornos primitivos", "fornos rústicos", "baixos-fornos", "fornos de cadinho", "fornos de galícia", e, inadequadamente, até de "forja catalã". Contudo, a denominação “forno de lupa”, surgida da tradução do inglês bloomery furnace, tem a vantagem de referir-se mais claramente ao produto da redução direta, a lupa (chamada bloom em inglês, loupe em francês e lupe em alemão).
A produção de ferro e aço por meio destes fornos ocorria em três etapas. Na primeira, o minério de ferro era submetido ao processo de redução direta que lhe transformava em lupa, uma massa esponjosa composta de ferro com baixo teor de carbono e escória. Em seguida, a lupa era retirada por um orifício no fundo do forno e seguia para refino por forjamento. Por fim, o metal refinado era forjado novamente para adquirir sua forma final (forjamento secundário).
Segundo registros históricos, este tipo de forja lograva produzir pouco mais de 100 toneladas de barras  de ferro dúctil por ano, apenas.

### Forja Catalã
A “forja catalã” era um estabelecimento dedicado à redução direta do minério de ferro e à produção de ferro e aço que empregava um forno de pedra com 2 metros de altura, cujos insufladores de ar consistiam em foles de couro acionados por trompas d'água.
Essa forja criada na região da Catalunha, Espanha, representou um avanço tecnológico em relação aos fornos de lupa, uma vez que sua capacidade diária de produção era quase dez vezes maior. Em razão disso, as forjas catalãs dominaram a produção de ferro na Europa do século XI ao século XV.
Ocorre que, com o surgimento dos altos fornos e do método de refino do ferro gusa (liga metálica com ponto de fusão mais baixo que o do ferro), a indústria siderúrgica passou a preferir o processo de redução indireta do minério de ferro, aos poucos deixando de utilizar as forjas catalãs.

### Forja de Refino
“Forja de refino” é um forno empregado na fase de refino do processo de redução indireta do minério de ferro, na qual o ferro gusa sofre descementação por meio de fusões adicionais, reações oxidantes e forjamento para retirada de impurezas, visando a produção de ferro forjado, ferro fundido ou o aço.
Uma vez que os altos fornos não atingiam a temperatura necessária para fundir ferro de maneira completa, a utilização do ferro gusa era imprescindível à produção daqueles produtos metálicos. Ocorre que a existência da fase intermediária alongava e encarecia o processo de redução indireta, o que permitia que as antigas forjas continuassem competitivas na produção de ferro e aço.
Contudo, a adoção do processo de pudlagem no início do séc XIX encurtou o processo de a redução indireta ao utilizar coque para atingir temperaturas mais altas em seus fornos, de modo que as forjas de refino se tornaram obsoletas. Posteriormente, o processo de pudlagem demonstrou ser incapaz de atender a crescente demanda por ferro e foi substituído pelo processo de Bessemer e pelo forno Siemens-Martin de produção de aço líquido.